# Regierung Ladislav Adamec
Die tschechoslowakische Regierung Ladislav Adamec, geführt durch den Ministerpräsidenten Ladislav Adamec, befand sich im Amt vom 12. Oktober 1988 bis 10. Dezember 1989 (der Ministerpräsident Ladislav Adamec trat am 7. Dezember 1989 zurück, bis zum 10. Dezember 1988 wurde die Regierung kommissarisch von Marián Čalfa geführt). Sie folgte der Regierung Lubomír Štrougal VI und wurde ersetzt durch die Regierung Marián Čalfa I.

## Regierungsbildung, Programm
Adamecs Regierung war die letzte, die unter dem alten kommunistischen Regime amtierte. Nach dem Rücktritt der sechsten Regierung Štrougal wurde Ladislav Adamec mit der Bildung einer neuen Regierung beauftragt. In seiner Regierungserklärung hat Adamec die Lösung der starken ökonomischen Probleme des Landes als die dringlichste Aufgabe seiner Regierung herausgestellt; indirekt hat er die schwierige wirtschaftliche Lage den vorausgegangenen Regierungen angelastet.
Während der Amtszeit von Adamec kam es, ein Jahr nach seiner Ernennung zum Ministerpräsidenten, zum Zusammenbruch der ehemaligen Ostblockstaaten. Infolge der Ereignisse von November 1989 in der Tschechoslowakei, die man allgemein als die samtene Revolution nennt, versuchte Adamec die Lage zu entschärfen, indem er am 3. Dezember 1989 eine Regierungsumbildung durchführte und acht Ministerien neu besetzte. Die Regierung wurde am 3. Dezember durch den Präsidenten Husák eingesetzt. Sie bestand jedoch wiederum vorwiegend aus Mitgliedern der KPTsch (15 von 20 Regierungsmitgliedern gehörten der KPTsch an) und stieß auf starken Widerstand der Gesellschaft, insbesondere der Gewerkschaften, die einen Generalstreik ankündigten. Deshalb beschloss Adamec am 7. Dezember 1989 zu resignieren und schlug vor, mit der Zusammenstellung der neuen Regierung den bisherigen Minister Marián Čalfa zu beauftragen. Čalfa leitete die Regierung bis zum 10. Dezember 1989 kommissarisch; an diesem Tag wurde er dann in der letzten Amtshandlung des Staatspräsidenten Husák zum regulären Ministerpräsidenten der Regierung Marián Čalfa I ernannt, ohne dass die bisherige Regierung als Ganzes offiziell zurückgetreten wäre; Husák trat unmittelbar danach zurück.

## Regierungszusammensetzung
Die Minister befanden sich während der gesamten regulären Amtsperiode im Amt (vom 12. Oktober 1988 bis 10. Dezember 1989) wenn nicht anders angegeben. Regierungsmitglieder, die nach der Regierungsumbildung der Regierung vom 3. Dezember (bis zum 10. Dezember) 1989 angehörten, haben vor ihrem Namen ein vorangestelltes Zeichen ►.
- Ministerpräsident: 
  - Ladislav Adamec bis 7. Dezember 1989
  - Marián Čalfa ab 7. Dezember 1989 kommissarisch
- erster stellvertretender Ministerpräsident:
  - ► Bohumil Urban
  - Pavol Hrivnák bis 19. Juni 1989[8]
  - Matej Lúčan 19. Juni 1989 – 3. Dezember 1989
  - ► Marián Čalfa ab 3. Dezember 1989
- stellvertretender Ministerpräsident:
  - ► František Pitra
  - Jaromír Žák ab 19. Juni 1989
  - Ivan Knotek bis 19. Juni 1989
  - Matej Lúčan bis 19. Juni 1989
  - ► Pavol Hrivnák ab 19. Juni 1989[8]
  - Karel Juliš bis 3. Dezember 1989
  - Jaromír Obzina bis 3. Dezember 1989
  - ► Josef Hromádka ab 3. Dezember 1989
  - Ladislav Vodrážka ab 19. Juni 1989
- Außenminister: ► Jaromír Johanes
- Verteidigungsminister: 
  - Milán Václavík bis 3. Dezember 1989
  - ► Miroslav Vacek ab 3. Dezember 1989
- Innenminister: 
  - František Kincl bis 3. Dezember 1989
  - ► František Pinc ab 3. Dezember 1989
- Finanzminister: ► Jan Stejskal
- Minister für Metallurgie,  Maschinenbau und Elektrotechnik: 
  - Karel Juliš bis 19. Juni 1989
  - ► Ladislav Vodrážka ab 19. Juni 1989
- ► Minister für Verkehr und Telekommunikationen: František Podlena
- ► Minister für Brennstoffe und Energetik: Antonín Krumnikl
- Minister für Arbeit und Soziales: 
  - Miloslav Boďa bis 3. Dezember 1989
  - ► Alfréd Šebek ab 3. Dezember 1989
- Außenhandelsminister:
  - Jan Štěrba bis 3. Dezember 1989
  - ► Andrej Barčák ab 3. Dezember 1989
- Landwirtschafts- und Ernährungsminister: ► Jaromír Algayer
- Minister, beauftragt mit der Leitung des Föderalen Preisamtes: 
  - Jaromír Žák bis 19. Juni 1989
  - Alfréd Šebek 19. Juni 1989 – 3. Dezember 1989
  - ► Ladislav Dvořák ab 3. Dezember 1989
- Vorsitzender des Ausschusses für Volkskontrolle (im Ministerrang): 
  - František Ondřich bis 3. Dezember 1989
  - ► Květoslava Kořínková ab 3. Dezember 1989
- Vorsitzender der Staatlichen Planungskommission:
  - Bohumil Urban bis 19. Juni 1989
  - ► Jaromír Žák  ab 19. Juni 1989
- Vorsitzender der Staatlichen Kommission für wissenschaftlich-technische und Investitionsentwicklung: 
  - Pavol Hrivnák[8] bis 19. Juni 1989
  - Karel Juliš 19. Juni – 3. Dezember 1989
- Minister ohne Geschäftsbereich:
  - Marián Čalfa bis 3. Dezember 1989
  - Alfréd Šebek ab  19. Juni 1989
  - ► František Reichel ab 3. Dezember 1989
  - ► Viliam Roth ab 3. Dezember 1989

### Parteizugehörigkeit
Die Regierung vom 12. Oktober 1988 wurde gebildet aus der Einheitsliste der Nationalen Front, die aus der dominierenden Kommunistischen Partei der Tschechoslowakei sowie aus Blockparteien bestand. 
Die am 3. Dezember 1989 eingesetzte Regierung setzte sich zusammen aus 15 Mitgliedern der Kommunistischen Partei der Tschechoslowakei (KSČ), einem Vertreter der (damals) Tschechoslowakische Sozialistische Partei (ČSS), einem Vertreter der (damals) Tschechoslowakische Volkspartei (ČSL) und drei Parteilosen:
- für die KSČ: Marián Čalfa, Bohumil Urban, František Pitra, Pavol Hrivnák, Jaromír Johanes, Miroslav Vacek, František Pinc, Jan Stejskal, Ladislav Vodrážka, František Podlena, Antonín Krumnikl, Alfréd Šebek, Andrej Barčák, Jaromír Algayer, Jaromír Žák
- für die ČSS: Ladislav Dvořák
- für die ČSL: František Reichel
- parteilose: Květoslava Kořínková, Viliam Roth, Josef Hromádka

### Regierungen der Teilrepubliken
Parallel zur Regierung der Tschechoslowakischen Sozialistischen Republik hatten die beiden Teilrepubliken (Tschechische Sozialistische Republik und Slowakische Sozialistische Republik, beide erst ab 1969) ebenfalls eine eigene Regierung:
- Tschechische Sozialistische Republik: Regierung Josef Korčák V, Ladislav Adamec, František Pitra und Petr Pithart (18.6.1986 – 29.6.1990)
- Slowakische Sozialistische Republik: Regierung Peter Colotka IV, Ivan Knotek und Pavol Hrivnák (18.6.1986 – 8.12.1989)